# 현장 (표장)

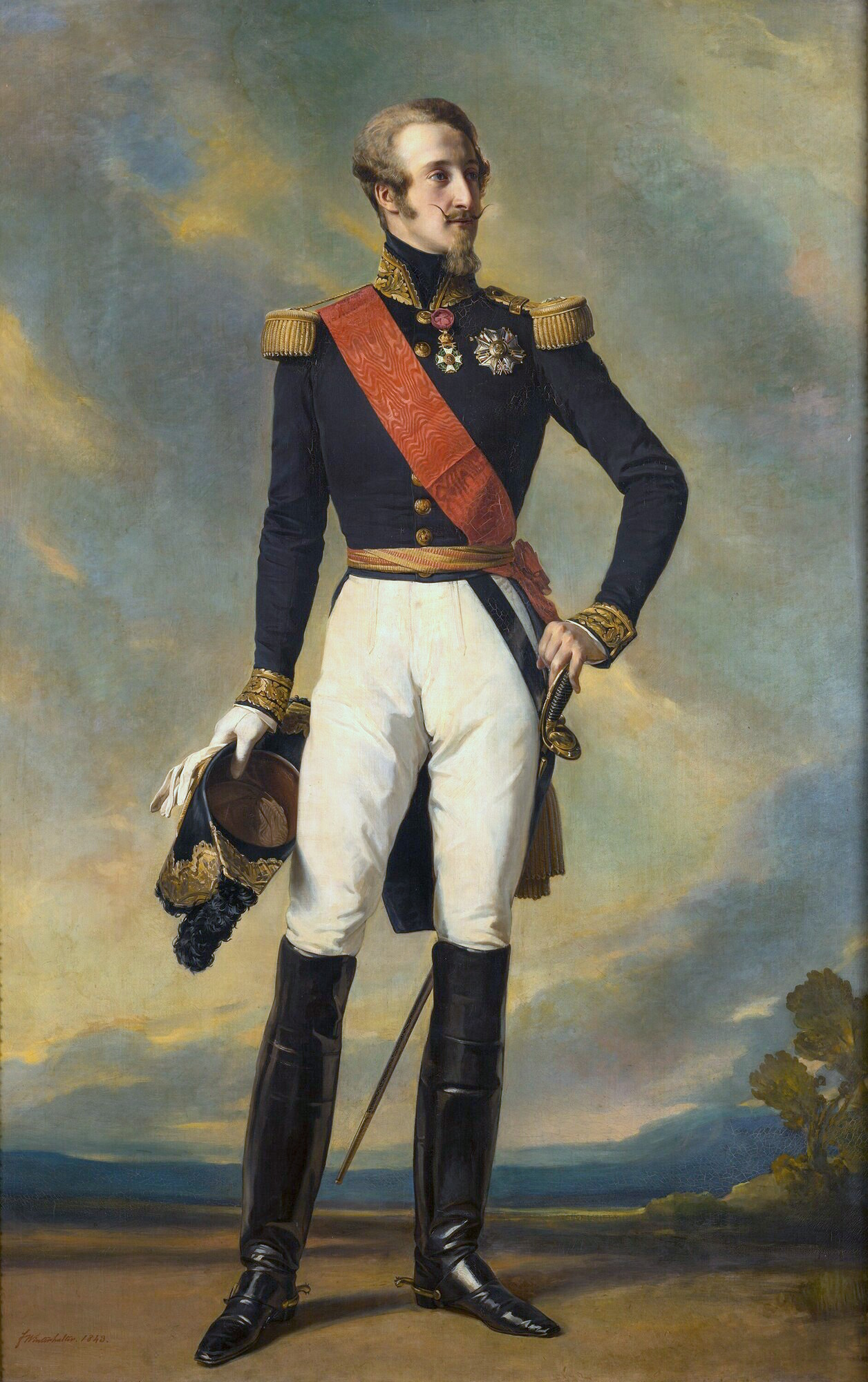

현장(懸章, sash)은 표장의 일종으로, 한 쪽 어깨에서 반대쪽 허리를 향해 가로지르게 착용하는 띠다.
이것은 한쪽 어깨에서 반대쪽 엉덩이와 백업까지 늘어뜨리거나 허리 주위를 달리는 크고 일반적으로 화려한 리본 또는 몸 주위에 착용하는 띠이다. 허리띠는 평상복에 걸칠 수 있지만 어깨에서 허리까지 오는 띠는 의례 때에만 착용한다. 의례용 새시도 V자형 형식으로 양쪽 어깨에서 아래로 똑바로 드리워지고 교차하며 가슴이나 복부 위로 각도를 형성한다.